# Buenos Aires Frederico Lacroze
Buenos Aires Frederico Lacroze (hiszp: Estación Federico Lacroze) – stacja kolejowa w Buenos Aires, w prowincji Buenos Aires, w Argentynie. Stacja znajduje się w dzielnicy Chacarita w strefie głównie mieszkalnej. Znajduje się w niewielkiej odległości na północ od Cmentarza La Chacarita, największego miejskiego cmentarza. Stacja nosi nazwę Federico Lacroze, wybitnego XIX-wiecznego argentyńskiego pioniera kolei i transportu, który uzyskał koncesję na budowę Ferrocarril Central de Buenos Aires w 1884 roku. Gdy w Argentynie sieć kolejowa została znacjonalizowana w 1948 roku, stacja stała się stacją końcową Ferrocarril General Urquiza (FCGU).

## Usługi
Stacja pełni funkcje przede wszystkim jako stacja końcowa kolei podmiejskich, ale także obsługuje kilka dużych pociągów długodystansowych. Lokalne przedsiębiorstwo transportu Metrovías, które zarządza również metrem w Buenos Aires, prowadzi regularne usługi elektrycznych pociągów podmiejskie co 10-20 minut w pobliżu przedmieść Buenos Aires wzdłuż linii Urquiza. Stacje na tej linii to między innymi Villa Devoto, Martín Coronado (który służy również Ciudad Jardín), Hurlingham i San Miguel.
Ponadto prywatne firmy kolejowe Trenes Especiales Argentinos (TEA) obsługuje dalekobieżne przewozy pasażerskie do miasta Posadas w prowincji Misiones przy granicy z Paragwajem w północnej Argentynie. Ten pociąg zatrzymuje się w wielu miejscach na drodze w tym Zárate w prowincji Buenos Aires, Basavilbaso i Villaguay w prowincji Entre Ríos, Monte Caseros i Santo Tomé w prowincji Corrientes. Istnieją połączenia dwa razy w tygodniu w każdym kierunku.
Estación Federico Lacroze jest dostępne z linii B w metra w Buenos Aires oraz kilku lokalnych usług autobusowych.